# ケシケキ

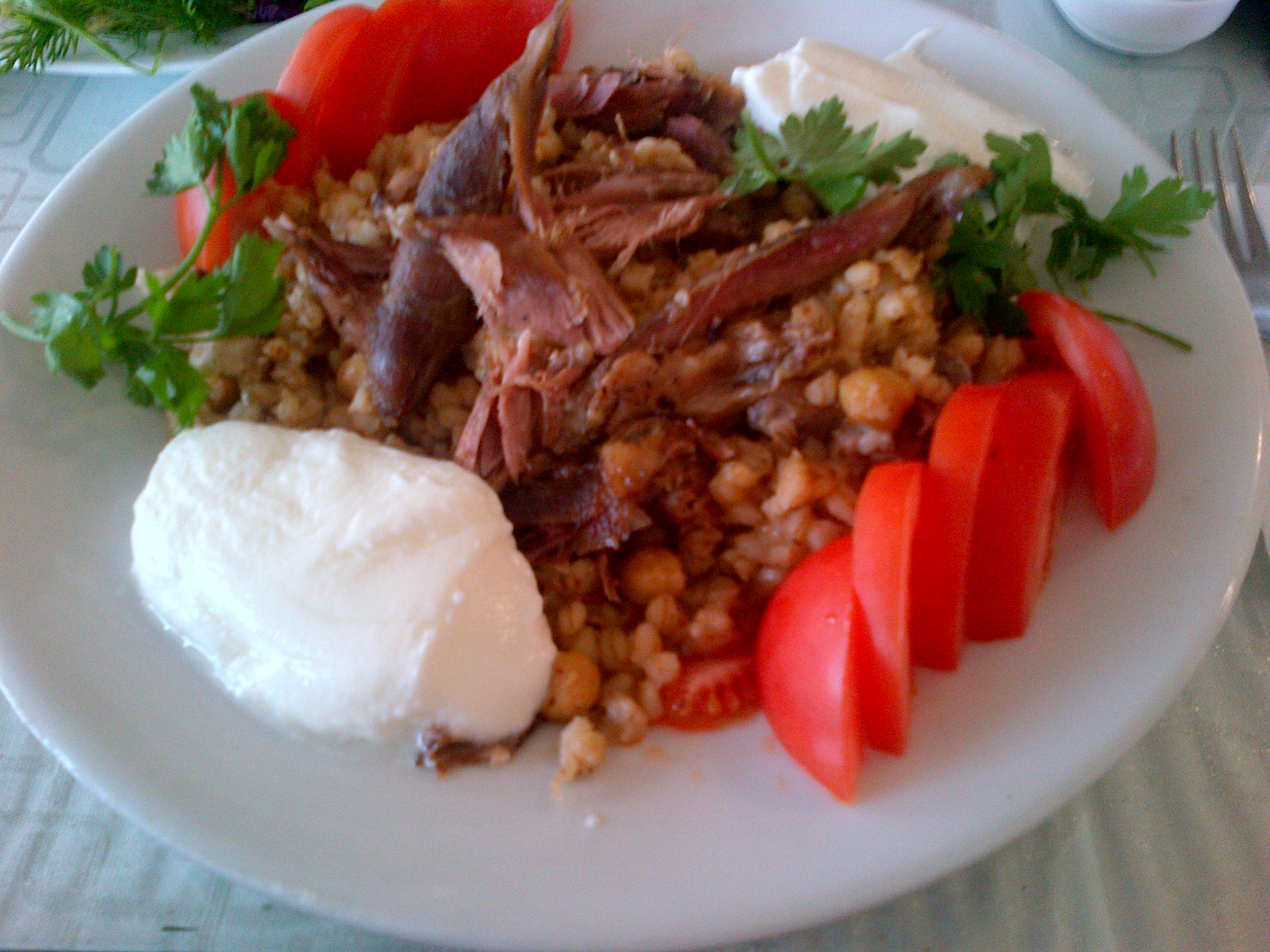
トカットのケシケキ

ケシケキ（Kashkak, keşkek, kashkeg, kishkak, kashkekなど）は、イラン、トルコ、ギリシャなどにおいて食される料理。麦や肉、ミルクなどを煮込んで作る粥に似た料理で、宗教的な行事や結婚式、葬儀の席でしばしば食される。トルコやイランでは一般的な料理であり、国外も含めた世界中のイラン人によって食されている。
15世紀ごろにはイランや大シリア地域の文献に登場しているが、結局のところは16世紀から18世紀ごろ、イランで羊のミルクに同量の大麦や小麦の粉、肉を加えて作られた「カシュク」（Kashk）という料理が起源と考えられている。
ギリシャでは「ケスケク」（κεσκέκ、κεσκέκι、κισκέκ）という名前でレスボス島、サモス島では祭りの席の食事としてポントス人以外も含めて食されるほか、ギリシャとアルバニアの間に位置するイピロスでも食される。レスボス島では夏祭りの日にケシケキが用意される。この祭りの夜の儀式で牛が屠殺され、一晩かけて調理され、小麦とともに翌日供される。
ケシケキはただの料理ではなく、儀式や民俗文化と結びついた一種の「社会的慣習」といえるものである。トルコでは結婚式、割礼式、祝日、雨乞いなど大きな儀式の際に主催者によってケシケキが振舞われ、調理には主役の親族や周辺住民などが総出であたる。小麦の処理や脱穀といった一つ一つの過程は伝統的な歌や踊りと共に行われ、儀式の一部と化している。
トルコ政府はケシケキ文化を保存するためにケシケキの習熟課程の設定、関連工芸品の生産奨励、ケシケキ・マスターの人間国宝への登録などの取り組みを行っているほか、官学一体となった保存活動やNGO、地方自治体によるケシケキイベントなどの取り組みも行われている。こうした取り組みが実り、2011年11月に「トルコの『ケシケキ』の伝統」（Ceremonial Keşkek tradition）は ユネスコの無形文化遺産に登録されている。
ケシケキは北東及び中部アナトリア地方では「ハシュル」（haşıl）と呼ばれている。また、アルメニアには「ハリッサ」という類似の料理が存在する。
スラブ語派にみられる「カーシャ」という料理の名前は、ペルシャ語の「キシュク」（kishk）からの借用語である可能性があり、またサンスクリット語で「飲み薬」という意味の「カシャヤ」（kashaya）と同根である可能性がある。